# Robert Wolders
Robert Wolders (Rotterdam, 28 september 1936 – Malibu (Californië), 12 juli 2018) was een Nederlands acteur.
Wolders is bekend van zijn rollen in Amerikaanse televisieseries als Laredo en Flipper. In 1975 is hij gestopt met acteren.
Hij trouwde in 1975 met de bekende actrice Merle Oberon. Na haar dood in 1979 werd Wolders de levensgezel van Audrey Hepburn tot aan haar overlijden in 1993.
Na een korte flirt met de Franse actrice Leslie Caron keerde hij terug naar de V.S. en werd hij de partner van Shirlee Fonda, de weduwe van acteur Henry Fonda, bij wie hij tot zijn dood bleef..
Wolders woonde in Malibu, waar hij ook is overleden.

## Externe link

Ronald Reagan in gesprek met Audrey Hepburn en Robert Wolders in 1981